# Alsophila tangens
Alsophila tangens är en fjärilsart som beskrevs av Barend J. Lempke 1949. Alsophila tangens ingår i släktet Alsophila och familjen mätare. Inga underarter finns listade i Catalogue of Life.